# 梅津河
梅津河是位于俄罗斯西北部的一条河流。它发源于科米共和国乌拉尔山脉以西，向西北流淌，最终在梅津注入白海。